# Wangbao
Wangbao (kinesiska: 王鲍, 王鲍镇) är en köping i Kina. Den ligger i provinsen Jiangsu, i den östra delen av landet, omkring 260 kilometer öster om provinshuvudstaden Nanjing. Antalet invånare är 70840. Befolkningen består av 40 468 kvinnor och 30 372 män. Barn under 15 år utgör 10,0 %, vuxna 15-64 år 67 %, och äldre över 65 år 22,0 %.
Genomsnittlig årsnederbörd är 1 224 millimeter. Den regnigaste månaden är juli, med i genomsnitt 179 mm nederbörd, och den torraste är januari, med 36 mm nederbörd.